# Lebuloa
Lebuloa (Libaloa) ist ein osttimoresischer Ort im Suco Ulmera (Verwaltungsamt Bazartete, Gemeinde Liquiçá). Das Dorf liegt auf einer Meereshöhe von 481 m, im Süden der Aldeia Ermeta, zwischen mehreren Bächen, die in den südlich fließenden Mata Hare münden, einem Nebenfluss des Rio Comoro. Das Dorf durchquert eine Überlandstraße, die nach Nordosten zum Ort Pilaparia führt und nach Süden über eine Brücke in die Gemeinde Ermera.
In Lebuloa befindet sich eine kleine Kirche und eine Grundschule.